# Agustín Barrere
Agustín Barrére (Buenos Aires, 9 de agosto de 1865-San Miguel de Tucumán, 29 de febrero de 1952), fue un religioso argentino, obispo de Tucumán entre 1930 y 1952.

## Biografía
Nacido en una familia de origen francés, Agustín Barrère ingresó a la Orden de los Hijos de Maria Inmaculada. Fue ordenado sacerdote el 28 de marzo de 1891, y designado capellán de la Orden. Realizó estudios en la Universidad Gregoriana de Roma. Luego de desempeñar diversos cargos eclesiásticos, el Papa Pío XI lo designó Obispo titular de la Diócesis de Tucumán, el 16 de enero de 1930, tomando posesión de su cargo, el 1 de agosto de 1930. 
El desempeño pastoral de Agustín Barrére en la diócesis tucumana correspondió con la etapa de crisis social y política inaugurada por el golpe de Estado del 6 de septiembre de 1930, que derrocó al presidente radical Hipólito Yrigoyen y al gobernador José Graciano Sortheix. Al frente del obispado, Barrére convivió con intervenciones federales y gobiernos electos democráticamente; como también, presenció el surgimiento del peronismo en Tucumán. Durante su gobierno como obispo mantuvo relaciones institucionales con los gobernadores Juan Luis Nougués (1932-1934), Miguel Mario Campero (1935-1939), Miguel Critto (1939-1943), la intervención federal de Alberto Baldrich (1943-1944), y los gobiernos peronistas de Carlos Domínguez (1946-1949) y Pedro Fernando Riera (1949-1952). 

## Desempeño pastoral y sus críticas al nazismo
Su labor misional estuvo en un principio signada por la difusión de la doctrina social de la Iglesia como un llamado a la toma de conciencia por parte de los industriales azucareros sobre la realidad de los obreros de los ingenios y de los surcos, cuya realidad era el campo propicio para el arraigo de doctrinas como el anarquismo, el socialismo y el comunismo. Promovió la creación de la Acción Católica y el impulso de los Círculos de Obreros Católicos. Sin embargo, sus simpatías por los conservadores tucumanos, ligados a la élite provincial y a las familias propietarias de ingenios, lo llevó a apoyar veladamente la candidatura de José Padilla, en las elecciones de 1934. Con el gobierno de Miguel Mario Campero mantuvo relaciones correctas e institucionales, apoyando la iniciativa del estado provincial para convertirse en el árbitro de los conflictos gremiales entre patrones y trabajadores pero guardó silencio ante otras cuestiones sociales pendientes. No obstante, la Iglesia Católica y los sectores conservadores quedaron a la defensiva, cuando el gobierno de Campero se negó a habilitar el tratamiento de la enseñanza religiosa obligatoria en las escuelas provinciales en el año 1936, proyecto que generó un amplio debate público.

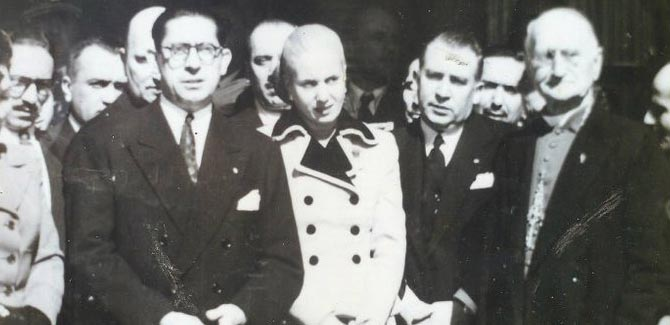
El Obispo de Tucumán, Agustín Barrére (a la derecha), junto al gobernador de la provincia, Fernando Pedro Riera, y la primera dama Eva Duarte de Perón, durante su visita a San Miguel de Tucumán en 1950.

El arzobispo Barrère fue uno de los pocos prelados argentinos que criticaron, si bien tímidamente, al nazismo. El primero de agosto de 1935, en "La semana católica", Barrère atacó al periódico Crisol y lo acusó de ensalzar al nazismo. (Ben Dror, Católicos, Nazis y Judíos, p.154). Luego, su Pastoral contra los totalitarismos fue comentada por "La Prensa" del 23 de noviembre de 1943. (Loris Zanatta, Del Estado liberal a la Nación católica, p. 277)
Bajo el gobierno del sucesor de Campero, Miguel Critto, las relaciones entre el estado provincial y la Iglesia adquirieron una dimensión mucho más profunda, en razón, de la ferviente fe católica de la familia del gobernador. En este periodo, el gobierno provincial financió la refacción de la Catedral de San Miguel de Tucumán, y la construcción de otros templos en el localidades provinciales. Critto encomendó al escultor Juan Carlos Iramain la erección del Cristo Bendicente del Cerro San Javier, el cual fue inaugurado en 1943, como un símbolo de la cercanía con la Iglesia Católica. 
El Obispo Barrére se mostró entusiasta ante la llegada del interventor nacionalista Alberto Baldrich en junio de 1943. Dio el apoyo de la Iglesia a la candidatura de Juan Domingo Perón en 1946, conforme a la carta pastoral de los Obispos argentinos publicada en enero de 1946. Consideró al naciente peronismo como el compendio de las ideas católicas sobre la realidad de los obreros, por lo que su figura fue una de las presencias más requeridas en los actos del primer gobierno peronista tucumano, surgido luego de las elecciones que dieron un triunfo abrumador al partido laborista tucumano. 
Falleció en San Miguel de Tucumán, el 29 de febrero de 1952. Fue sepultado en la catedral de San Miguel de Tucumán, en medio de los honores oficiales brindados por el gobierno y demás instituciones provinciales.